# Uta Rohländer
Uta Rohländer ( Merseburg, 30 de junho de 1969) é uma ex-velocista alemã especializada nos 400 m rasos, campeã mundial e medalhista olímpica de atletismo. Conquistou a medalha de ouro no revezamento 4x400 m  no Campeonato Mundial de Atletismo de 1997, em Atenas, Grécia, junto com  Anke Feller, Anja Rücker e Grit Breuer. Também ganhou mais duas medalhas de bronze na mesma prova em Mundiais, Tóquio 1991 e Sevilha 1999.
Nos Jogos Olímpicos, conquistou um bronze em Atlanta 1996 também no 4x400 metros. Sua melhor marca para os 400 m – 50.33 – foi conseguida em Stuttgart em 1998.